# Светлый Яр (Ростовская область)
Све́тлый Яр — посёлок в Кагальницком районе Ростовской области.
Входит в состав Калининского сельского поселения.

## История
В 1987 году указом Президиума Верховного Совета РСФСР посёлку третьего отделения Кагальницкого зерносовхоза присвоено наименование Светлый Яр.

## Население
| 2010 |
| ---- |
| 225  |

## Улицы
- ул. Парковая,
- ул. Речная,
- ул. Центральная.